# Strenči
Strenči est une ville de la région de Vidzeme en Lettonie. Sa population est de 2 010 habitants pour une superficie de 5,7 km2.